# Українські футбольні клуби в єврокубках (2020—2030)
Українські футбольні клуби в єврокубках (2020—2030) — результати матчів українських футбольних команд у європейських клубних турнірах, які проводяться під егідою УЄФА в 2020—2030 роках. На даний момент — це Ліга чемпіонів УЄФА, Ліга Європи УЄФА, Ліга конференцій УЄФА (з сезону 2021/2022) та Суперкубок УЄФА.

## Сезон 2020/2021
- «Шахтар» Донецьк (чемпіон України сезону 2019-20 рр.)
  - Груповий етап Ліги чемпіонів УЄФА. Група «B»
    - 21.10.2020 «Реал» (Мадрид, Іспанія) — «Шахтар» (Донецьк) 2:3 (Модрич 54, Вінісіус Жуніур 59 — Тете 29, Варан 33-авт., Соломон 42)
    - 27.10.2020 «Шахтар» (Донецьк) — «Інтернаціонале» (Мілан, Італія) 0:0 [1]
    - 03.11.2020 «Шахтар» (Донецьк) — «Боруссія» (Менхенгладбах, Німеччина) 0:6 (Плеа 8, 26, 78, Бондар 17-авт., Бенсебаїні 44, Штіндль 65)[1]
    - 25.11.2020 «Боруссія» (Менхенгладбах, Німеччина) — «Шахтар» (Донецьк) 4:0 (Штіндль 17-пен., Ельведі 34, Емболо 45+1, Вендт 77)
    - 01.12.2020 «Шахтар» (Донецьк) — «Реал» (Мадрид, Іспанія) 2:0 (Дентінью 57, Соломон 82)[1]
    - 09.12.2020 «Інтернаціонале» (Мілан, Італія) — «Шахтар» (Донецьк) 0:0

  - 1/16 фіналу Ліги Європи УЄФА
    - 18.02.2021 «Маккабі» (Тель-Авів–Яффа, Ізраїль) — «Шахтар» (Донецьк) 0:2 (Алан Патрік 31, Тете 90+2)
    - 25.02.2021 «Шахтар» (Донецьк) — «Маккабі» (Тель-Авів–Яффа, Ізраїль) 1:0 (Жуніор Мораес 67-пен.)[1]

  - 1/8 фіналу Ліги Європи УЄФА
    - 11.03.2021 «Рома» (Рим, Італія) — «Шахтар» (Донецьк) 3:0 (Пеллегріні 23, Ель-Шаараві 73, Манчіні 77)
    - 18.03.2021 «Шахтар» (Донецьк) — «Рома» (Рим, Італія) 1:2 (Жуніор Мораес 59 — Майораль 48, 72)[1]

- «Динамо» Київ (2-е місце у чемпіонаті України сезону 2019-20 рр.)
  - 3-й кваліфікаційний раунд Ліги чемпіонів УЄФА. Нечемпіонський шлях
    - 15.09.2020 «Динамо» (Київ) — АЗ (Алкмар, Нідерланди) 2:0 (Жерсон Родрігес 49, Шапаренко 86)[2]

  - Плей-оф раунд Ліги чемпіонів УЄФА. Нечемпіонський шлях
    - 23.09.2020 «Гент» (Гент, Бельгія) — «Динамо» (Київ) 1:2 (Кляйндінст 41 — Супряга 9, де Пена 79)
    - 29.09.2020 «Динамо» (Київ) — «Гент» (Гент, Бельгія) 3:0 (Буяльський 9, де Пена 36-пен., Жерсон Родрігес 49-пен.)

  - Груповий етап Ліги чемпіонів УЄФА. Група «G»
    - 20.10.2020 «Динамо» (Київ) — «Ювентус» (Турин, Італія) 0:2 (Мората 46, 84)
    - 28.10.2020 «Ференцварош» (Будапешт, Угорщина) — «Динамо» (Київ) 2:2 (Нгуен 59, Болі 90 — Циганков 28-пен., де Пена 41)
    - 04.11.2020 «Барселона» (Барселона, Іспанія) — «Динамо» (Київ) 2:1 (Мессі 5-пен., Піке 65 — Циганков 75)
    - 24.11.2020 «Динамо» (Київ) — «Барселона» (Барселона, Іспанія) 0:4 (Дест 52, Брейтвейт 57, 70-пен., Грізманн 90+2)
    - 02.12.2020 «Ювентус» (Турин, Італія) — «Динамо» (Київ) 3:0 (К'єза 21, Кріштіану Роналду 57, Мората 66)
    - 08.12.2020 «Динамо» (Київ) — «Ференцварош» (Будапешт, Угорщина) 1:0 (Попов 60)

  - 1/16 фіналу Ліги Європи УЄФА
    - 18.02.2021 «Динамо» (Київ) — «Брюгге» (Брюгге, Бельгія) 1:1 (Буяльський 62 — Мехеле 67)
    - 25.02.2021 «Брюгге» (Брюгге, Бельгія) — «Динамо» (Київ) 0:1 (Буяльський 83)

  - 1/8 фіналу Ліги Європи УЄФА
    - 11.03.2021 «Динамо» (Київ) — «Вільярреаль» (Віла-Реал, Іспанія) 0:2 (Торрес 30, Альбіоль 52)
    - 18.03.2021 «Вільярреаль» (Віла-Реал, Іспанія) — «Динамо» (Київ) 2:0 (Жерар Морено 13, 36)

- «Зоря» Луганськ (3-є місце в чемпіонаті України сезону 2019-20 рр.)
  - Груповий етап Ліги Європи УЄФА. Група «G»
    - 22.10.2020 «Лестер Сіті» (Лестер, Англія) — «Зоря» (Луганськ) 3:0 (Меддісон 29, Барнс 45, Іхеаначо 67)
    - 29.10.2020 «Зоря» (Луганськ) — «Спортінг» (Брага, Португалія) 1:2 (Іванісеня 90+6 — Паулінью 4, Гайтан 11)[3]
    - 05.11.2020 «Зоря» (Луганськ) — АЕК (Амарусіон, Греція) 1:4 (Кочергін 81 — Танкович 6, Мандалос 34, Ливая 54, 81)[3]
    - 26.11.2020 АЕК (Амарусіон, Греція) — «Зоря» (Луганськ) 0:3 (Громов 61, Кабаєв 75, Юрченко 86-пен.)
    - 03.12.2020 «Зоря» (Луганськ) — «Лестер Сіті» (Лестер, Англія) 1:0 (Саядманеш 84)[3]
    - 10.12.2020 «Спортінг» (Брага, Португалія) — «Зоря» (Луганськ) 2:0 (Абу Ханна 61-авт., Рікарду Орта 68)

- «Десна» Чернігів (4-е місце в чемпіонаті України сезону 2019-20 рр.)
  - 3-й кваліфікаційний раунд Ліги Європи УЄФА. Основний шлях
    - 24.09.2020 «Вольфсбург» (Вольфсбург, Німеччина) — «Десна» (Чернігів) 2:0 (Гілавогі 16, Гінчек 90+2)[4]

- «Колос» Ковалівка (6-е місце в чемпіонаті України сезону 2019-20 рр.)[5]
  - 2-й кваліфікаційний раунд Ліги Європи УЄФА. Основний шлях
    - 17.09.2020 «Аріс» (Салоніки, Греція) — «Колос» (Ковалівка) 1:2 (Бруну Гама 55 — Новак 47, Антюх 62)[4]

  - 3-й кваліфікаційний раунд Ліги Європи УЄФА. Основний шлях
    - 24.09.2020 «Рієка» (Рієка, Хорватія) — «Колос» (Ковалівка) 2:0 д.ч. (Жуан Ешковал 102, Андріяшевич 115)[4]

## Сезон 2021/2022
- «Динамо» Київ (чемпіон України сезону 2020-21 рр.)
  - Груповий етап Ліги чемпіонів УЄФА. Група «E»
    - 14.09.2021 «Динамо» (Київ) — «Бенфіка» (Лісабон, Португалія) 0:0
    - 29.09.2021 «Баварія» (Мюнхен, Німеччина) —«Динамо» (Київ) 5:0 (Левандовський 12-пен., 27, Гнабрі 68, Сане 74, Шупо-Мотінг 87)
    - 20.10.2021 «Барселона» (Барселона, Іспанія) — «Динамо» (Київ) 1:0 (Піке 36)
    - 02.11.2021 «Динамо» (Київ) — «Барселона» (Барселона, Іспанія) 0:1 (Фаті 70)
    - 23.11.2021 «Динамо» (Київ) — «Баварія» (Мюнхен, Німеччина) 1:2 (Гармаш 70 — Левандовський 14, Коман 42)
    - 08.12.2021 «Бенфіка» (Лісабон, Португалія) — «Динамо» (Київ) 2:0 (Яремчук 16, Жилберту 22)

- «Шахтар» Донецьк (2-е місце у чемпіонаті України сезону 2020-21 рр.)
  - 3-й кваліфікаційний раунд Ліги чемпіонів УЄФА. Нечемпіонський шлях
    - 03.08.2021 «Генк» (Генк, Бельгія) — «Шахтар» (Донецьк) 1:2 (Онуачу 39 — Тете 63-пен., Алан Патрік 81)
    - 10.08.2021 «Шахтар» (Донецьк) — «Генк» (Генк, Бельгія) 2:1 (Траоре 27, Маркус Антоніу 76 — Дессерс 90)[1]

  - Плей-оф раунд Ліги чемпіонів УЄФА. Нечемпіонський шлях
    - 17.08.2021 «Монако» (Монако, Франція) — «Шахтар» (Донецьк) 0:1 (Педрінью 27)
    - 25.08.2021 «Шахтар» (Донецьк) — «Монако» (Монако, Франція) 2:2 д.ч. (Марлос 74, Агілар 114-авт. — Бен Єддер 18, 39)[6]

  - Груповий етап Ліги чемпіонів УЄФА. Група «D»
    - 15.09.2021 «Шериф» (Тирасполь, Молдова) — «Шахтар» (Донецьк) 2:0 (Траоре 16, Янсане 62)
    - 28.09.2021 «Шахтар» (Донецьк) —«Інтернаціонале» (Мілан, Італія) 0:0 [1]
    - 19.10.2021 «Шахтар» (Донецьк) — «Реал» (Мадрид, Іспанія) 0:5 (Кривцов 37-авт., Вінісіус Жуніур 51, 56, Родрігу 65, Бензема 90+1)[1]
    - 03.11.2021 «Реал» (Мадрид, Іспанія) — «Шахтар» (Донецьк) 2:1 (Бензема 14, 61 — Фернанду 39)
    - 24.11.2021 «Інтернаціонале» (Мілан, Італія) — «Шахтар» (Донецьк) 2:0 (Джеко 61, 67)
    - 07.12.2021 «Шахтар» (Донецьк) — «Шериф» (Тирасполь, Молдова) 1:1 (Фернанду 42 — Николов 90+3)[1]

- «Зоря» Луганськ (3-є місце в чемпіонаті України сезону 2020-21 рр.)
  - Плей-оф раунд Ліги Європи УЄФА
    - 19.08.2021 «Рапід» (Відень, Австрія) — «Зоря» (Луганськ) 3:0 (Фундас 29, Кара 78, Грюлль 85)
    - 26.08.2021 «Зоря» (Луганськ) — «Рапід» (Відень, Австрія) 2:3 (Гладкий 40, Захеді 86-пен. — Грюлль 10, Граймль 15, Фундас 68). На 89-й хвилині Захеді («Зоря») не реалізував пенальті.[3]

  - Груповий етап Ліги конференцій УЄФА. Група «C»
    - 16.09.2021 «Буде/Глімт» (Буде, Норвегія) — «Зоря» (Луганськ) 3:1 (Салтнес 48, Сульбаккен 49, Пеллегріно 60 — Громов 90)
    - 30.09.2021 «Зоря» (Луганськ) —«Рома» (Рим, Італія) 0:3 (Ель-Шаараві 7, Смоллінг 66, Ейбрагам 68)[3]
    - 21.10.2021 ЦСКА (Софія, Болгарія) — «Зоря» (Луганськ) 0:1 (Саядманеш 64)
    - 04.11.2021 «Зоря» (Луганськ) — ЦСКА (Софія, Болгарія) 2:0 (Захеді 87, Саядманеш 90+5)[3]
    - 25.11.2021 «Рома» (Рим, Італія) — «Зоря» (Луганськ) 4:0 (Перес 15, Дзаньйоло 33, Ейбрагам 46, 75). На 41-й хвилині Верету («Рома») не реалізував пенальті.
    - 09.12.2021 «Зоря» (Луганськ) — «Буде/Глімт» (Буде, Норвегія) 1:1 (Назарина 18 — Вернидуб 68-авт.)[3]

- «Колос» Ковалівка (4-е місце в чемпіонаті України сезону 2020-21 рр.)
  - 3-й кваліфікаційний раунд Ліги конференцій УЄФА. Основний шлях
    - 05.08.2021 «Колос» (Ковалівка) — «Шахтар» (Караганда, Казахстан) 0:0
    - 10.08.2021 «Шахтар» (Караганда, Казахстан) — «Колос» (Ковалівка) 0:0 Серія пенальті — 3:1[7][8]

- «Ворскла» Полтава (5-е місце в чемпіонаті України сезону 2020-21 рр.)
  - 2-й кваліфікаційний раунд Ліги конференцій УЄФА. Основний шлях
    - 22.07.2021 КуПС (Куопіо, Фінляндія) — «Ворскла» (Полтава) 2:2 (Удо 6, Діогу Томаш 90+6 — Кане 29, Тілль 55-пен.)
    - 29.07.2021 «Ворскла» (Полтава) — КуПС (Куопіо, Фінляндія) 2:3 д.ч. (Тілль 48, Скляр 55 — Себбан 49, Ніссіля 90+3, Лукас Ранжел 111)

## Сезон 2022/2023
Українську Прем'єр-лігу 2021-22 та Кубок України 2021-2022 не було завершено через повномасштабне вторгнення Росії. Перші п'ять команд на момент зупинення чемпіонату (24 лютого 2022 року) — «Шахтар» (Донецьк), «Динамо» (Київ), «Дніпро-1» (Дніпро), «Зоря» (Луганськ) та «Ворскла» (Полтава) відповідно — були обрані Українською Прем'єр-лігою та затверджені Українською асоціацією футболу для участі у єврокубках.
- «Шахтар» Донецьк (1-е місце на момент зупинення чемпіонату України сезону 2021-2022 рр.)
  - Груповий етап Ліги чемпіонів УЄФА. Група «F»
    - 06.09.2022 «РБ Лейпциг» (Лейпциг, Німеччина) — «Шахтар» (Донецьк) 1:4 (Сімакан 57 — Швед 16, 58, Мудрик 76, Траоре 85)
    - 14.09.2022 «Шахтар» (Донецьк) — «Селтік» (Глазго, Шотландія) 1:1 (Мудрик 29 — Бондаренко 10-авт.)[9]
    - 05.10.2022 «Реал» (Мадрид, Іспанія) — «Шахтар» (Донецьк) 2:1 (Родрігу 13, Вінісіус Жуніур 28 — Зубков 39)
    - 11.10.2022 «Шахтар» (Донецьк) — «Реал» (Мадрид, Іспанія) 1:1 (Зубков 46 — Рюдігер 90+5)[9]
    - 25.10.2022 «Селтік» (Глазго, Шотландія) — «Шахтар» (Донецьк) 1:1 (Якумакіс 34 — Мудрик 58)
    - 02.11.2022 «Шахтар» (Донецьк) — «РБ Лейпциг» (Лейпциг, Німеччина) 0:4 (Нкунку 10, Андре Сілва 50, Собослаї 62, Бондар 68-авт.)[9]

  - Стикові матчі плей-оф раунду Ліги Європи УЄФА
    - 16.02.2023 «Шахтар» (Донецьк) — «Ренн» (Ренн, Франція) 2:1 (Криськів 11, Бондаренко 45-пен. — Токо-Екамбі 59)[9]
    - 23.02.2023 «Ренн» (Ренн, Франція) — «Шахтар» (Донецьк) 2:1 (Токо-Екамбі 52, Салах 106 — Белосьян 119-авт.). Серія пенальті — 4:5[10]

  - 1/8 фіналу Ліги Європи УЄФА
    - 09.03.2023 «Шахтар» (Донецьк) — «Феєнорд» (Роттердам, Нідерланди) 1:1 (Ракицький 79 — Бульяуде 88)[9]
    - 16.03.2023 «Феєнорд» (Роттердам, Нідерланди) — «Шахтар» (Донецьк) 7:1 (Хіменес 9, Кекчю 24, 38-пен., Ідріссі 49, 60, Джаганбахш 64, Данілу 66 — Келсі 87)

- «Динамо» Київ (2-е місце на момент зупинення чемпіонату України сезону 2021-2022 рр.)
  - 2-й кваліфікаційний раунд Ліги чемпіонів УЄФА. Нечемпіонський шлях
    - 20.07.2022 «Динамо» (Київ) — «Фенербахче» (Стамбул, Туреччина) 0:0 [11]
    - 27.07.2022 «Фенербахче» (Стамбул, Туреччина) — «Динамо» (Київ) 1:2 д.ч. (Салаї 88 — Буяльський 57, Караваєв 114). На 70-й хвилині Валенсія («Фенербахче») не реалізував пенальті.

  - 3-й кваліфікаційний раунд Ліги чемпіонів УЄФА. Нечемпіонський шлях
    - 03.08.2022 «Динамо» (Київ) — «Штурм» (Грац, Австрія) 1:0 (Караваєв 28)[11]
    - 09.08.2022 «Штурм» (Грац, Австрія) — «Динамо» (Київ) 1:2 д.ч. (Гейлунн 27 — Вівчаренко 97, Циганков 112)

  - Плей-оф раунд Ліги чемпіонів УЄФА. Нечемпіонський шлях
    - 17.08.2022 «Динамо» (Київ) — «Бенфіка» (Лісабон, Португалія) 0:2 (Жилберту 9, Гонсалу Рамуш 37)[11]
    - 23.08.2022 «Бенфіка» (Лісабон, Португалія) — «Динамо» (Київ) 3:0 (Отаменді 27, Рафа Сілва 40, Давід Неріс 42)

  - Груповий етап Ліги Європи УЄФА. Група «B»
    - 08.09.2022 «Фенербахче» (Стамбул, Туреччина) — «Динамо» (Київ) 2:1 (Густаву Енрікі 35, Батшуаї 90+2 — Циганков 63)
    - 15.09.2022 «Динамо» (Київ) — АЕК (Ларнака, Кіпр) 0:1 (Дьюрчо 8)[12]
    - 06.10.2022 «Ренн» (Ренн, Франція) — «Динамо» (Київ) 2:1 (Терр'є 23, Дуе 89 — Циганков 33)
    - 13.10.2022 «Динамо» (Київ) — «Ренн» (Ренн, Франція) 0:1 (Ву 48)[12]
    - 27.10.2022 АЕК (Ларнака, Кіпр) — «Динамо» (Київ) 3:3 (Альтман 26, 72, Рафаел Лопеш 53 — Ванат 45, Гармаш 82, 90+1)
    - 03.11.2022 «Динамо» (Київ) — «Фенербахче» (Стамбул, Туреччина) 0:2 (Гюлер 23, Вілліан Аран 45+2)[12]

- «Дніпро-1» Дніпро (3-є місце на момент зупинення чемпіонату України сезону 2021-2022 рр.)
  - Плей-оф раунд Ліги Європи УЄФА
    - 18.08.2022 «Дніпро-1» (Дніпро) — АЕК (Ларнака, Кіпр) 1:2 (Сваток 90 — Альтман 16, Миличевич 29)[13]
    - 25.08.2022 АЕК (Ларнака, Кіпр) — «Дніпро-1» (Дніпро) 3:0 (Дьюрчо 21, Рафаел Лопеш 45, Енглезу 78)

  - Груповий етап Ліги конференцій УЄФА. Група «E»
    - 08.09.2022 «Дніпро-1» (Дніпро) — АЗ (Алкмар, Нідерланди) 0:1 (де Віт 63)[13]
    - 15.09.2022 Аполлон (Лімасол, Кіпр) — «Дніпро-1» (Дніпро) 1:3 (Піттас 57 — Рубчинський 11, Довбик 26, 45)[14]
    - 06.10.2022 «Дніпро-1» (Дніпро) — «Вадуц» (Вадуц, Ліхтенштейн) 2:2 (Довбик 5, Піхальонок 78 — Фер 26, Гассер 47)[13]
    - 13.10.2022 «Вадуц» (Вадуц, Ліхтенштейн) — «Дніпро-1» (Дніпро) 1:2 (Растодер 30 — Хамаш 25, Довбик 90+1)
    - 27.10.2022 «Дніпро-1» (Дніпро) — Аполлон (Лімасол, Кіпр) 1:0 (Піхальонок 39)[13]
    - 03.11.2022 АЗ (Алкмар, Нідерланди) — «Дніпро-1» (Дніпро) 2:1 (Одгор 8, Павлідіс 87 — Довбик 40)

  - Стикові матчі плей-оф раунду Ліги конференцій УЄФА
    - 16.02.2023 АЕК (Ларнака, Кіпр) — «Дніпро-1» (Дніпро) 1:0 (Гарсія 84)
    - 23.02.2023 «Дніпро-1» (Дніпро) — АЕК (Ларнака, Кіпр) 0:0 [13]

- «Зоря» Луганськ (4-е місце на момент зупинення чемпіонату України сезону 2021-2022 рр.)
  - 3-й кваліфікаційний раунд Ліги конференцій УЄФА. Основний шлях
    - 04.08.2022 «Зоря» (Луганськ) — «Університатя» (Крайова, Румунія) 1:0 (Нагнойний 56)[15]
    - 11.08.2022 «Університатя» (Крайова, Румунія) — «Зоря» (Луганськ) 3:0 (Раул Сілва 5, Баярам 53, Банку 56)

- «Ворскла» Полтава (5-е місце на момент зупинення чемпіонату України сезону 2021-2022 рр.)
  - 2-й кваліфікаційний раунд Ліги конференцій УЄФА. Основний шлях
    - 21.07.2022 «Ворскла» (Полтава) — АІК (Сульна, Швеція) 3:2 (Степанюк 4, Козиренко 24, Челядін 69 — Стефанеллі 17, Ларссон 44)[16]
    - 27.07.2022 АІК (Сульна, Швеція) — «Ворскла» (Полтава) 2:0 д.ч. (Мендес 45+2, Бйорнстрем 107)

## Сезон 2023/2024
Через російське вторгнення в Україну, Кубок України 2022-23 не проводився. Через це, місце переможця кубку дісталося команді, яка посіла 3-є місце в Українській Прем'єр-лізі 2022-23.
- «Шахтар» Донецьк (чемпіон України сезону 2022-23 рр.)
  - Груповий етап Ліги чемпіонів УЄФА. Група «H»
    - 19.09.2023 «Шахтар» (Донецьк) — «Порту» (Порту, Португалія) 1:3 (Келсі 13 — Галену 8, 15, Таремі 29)[17]
    - 04.10.2023 «Антверпен» (Антверпен, Бельгія) — «Шахтар» (Донецьк) 2:3 (Муя 3, Баліквіша 33 — Сікан 48, 76, Ракицький 71). На 90+7-й хвилині Алдервейрелд («Антверпен») не реалізував пенальті.
    - 25.10.2023 «Барселона» (Барселона, Іспанія) — «Шахтар» (Донецьк) 2:1 (Торрес 28, Лопес 36 — Судаков 62)
    - 07.11.2023 «Шахтар» (Донецьк) — «Барселона» (Барселона, Іспанія) 1:0 (Сікан 40)[17]
    - 28.11.2023 «Шахтар» (Донецьк) — «Антверпен» (Антверпен, Бельгія) 1:0 (Матвієнко 12)[17]
    - 13.12.2023 «Порту» (Порту, Португалія) — «Шахтар» (Донецьк) 5:3 (Галену 9, 43, Таремі 62, Пепе 75, Франсішку Консейсан 82 — Сікан 29, Еуштакіу 72-авт., Егіналду 88)

  - Стикові матчі плей-оф раунду Ліги Європи УЄФА
    - 15.02.2024 «Шахтар» (Донецьк) — «Олімпік» (Марсель, Франція) 2:2 (Матвієнко 68, Егіналду 90+3 — Обамеянг 64, Н'Діає 90)[17]
    - 22.02.2024 «Олімпік» (Марсель, Франція) — «Шахтар» (Донецьк) 3:1 (Обамеянг 23, Сарр 74, Кондогбія 81 — Судаков 12-пен.)

- «Дніпро-1» Дніпро (2-е місце у чемпіонаті України сезону 2022-23 рр.)
  - 2-й кваліфікаційний раунд Ліги чемпіонів УЄФА. Нечемпіонський шлях
    - 25.07.2023 «Дніпро-1» (Дніпро) — «Панатінаїкос» (Афіни, Греція) 1:3 (Танчик 90 — Шпорар 10, Джюричич 74, Іоаннідіс 84-пен.)[13]
    - 01.08.2023 «Панатінаїкос» (Афіни, Греція) — «Дніпро-1» (Дніпро) 2:2 (Шпорар 15, 70 — Довбик 23, Сарапій 54)

  - 3-й кваліфікаційний раунд Ліги Європи УЄФА. Основний шлях
    - 10.08.2023 «Славія» (Прага, Чехія) — «Дніпро-1» (Дніпро) 3:0 (Шранц 5, 38, Валлем 81)
    - 17.08.2023 «Дніпро-1» (Дніпро) — «Славія» (Прага, Чехія) 1:1 (Рубчинський 45+1 — Юречка 53)[13]

  - Плей-оф раунд Ліги конференцій УЄФА. Основний шлях
    - 23.08.2023 «Спартак» (Трнава, Словаччина) — «Дніпро-1» (Дніпро) 1:1 (Офорі 55 — Піхальонок 67-пен.)
    - 31.08.2023 «Дніпро-1» (Дніпро) — «Спартак» (Трнава, Словаччина) 1:2 д.ч. (Горосіто 60-авт. — Даніел 3, Буката 106)[13]

- «Зоря» Луганськ (3-є місце в чемпіонаті України сезону 2022-23 рр.)
  - Плей-оф раунд Ліги Європи УЄФА
    - 24.08.2023 «Славія» (Прага, Чехія) — «Зоря» (Луганськ) 2:0 (Тіджані 81, Масопуст 90+4)
    - 31.08.2023 «Зоря» (Луганськ) — «Славія» (Прага, Чехія) 2:1 (Алефіренко 32, Антюх 41 — Юрасек 83)[15]

  - Груповий етап Ліги конференцій УЄФА. Група «B»
    - 21.09.2023 «Зоря» (Луганськ) — «Гент» (Гент, Бельгія) 1:1 (Герреро 70 — Кейперс 67)[15]
    - 05.10.2023 «Брейдаблік» (Коупавогюр, Ісландія) — «Зоря» (Луганськ) 0:1 (Горбач 35)[18]
    - 09.11.2023 «Зоря» (Луганськ) — «Маккабі» (Тель-Авів–Яффа, Ізраїль) 1:3 (Алефіренко 74 — Люккассен 7, Перец 26, 43)[15]
    - 25.11.2023 «Маккабі» (Тель-Авів–Яффа, Ізраїль) — «Зоря» (Луганськ) 3:2 (Загаві 45+2, Перец 46, 60 — Герреро 71, Горбач 88)[19]
    - 30.11.2023 «Гент» (Гент, Бельгія) — «Зоря» (Луганськ) 4:1 (Фофана 20, Батагов 49-авт., Орбан 55, Гандельман 75 — Нагнойний 82)
    - 14.12.2023 «Зоря» (Луганськ) — «Брейдаблік» (Коупавогюр, Ісландія) 4:0 (Герреро 2, Муминович 11-авт., Мичин 19, Горбач 76)[15]

- «Динамо» Київ (4-е місце в чемпіонаті України сезону 2022-23 рр.)
  - 3-й кваліфікаційний раунд Ліги конференцій УЄФА. Основний шлях
    - 10.08.2023 «Аріс» (Салоніки, Греція) — «Динамо» (Київ) 1:0 (Пальма 69-пен.)
    - 17.08.2023 «Динамо» (Київ) — «Аріс» (Салоніки, Греція) 2:1 (Волошин 45, Караваєв 85 — Джюрасек 39). Серія пенальті — 6:5[20][21]

  - Плей-оф раунд Ліги конференцій УЄФА. Основний шлях
    - 24.08.2023 «Динамо» (Київ) — «Бешикташ» (Стамбул, Туреччина) 2:3 (Шапаренко 60, Волошин 65 — Абубакар 40-пен., Коллі 63, Зайнутдінов 90+4)[21]
    - 31.08.2023 «Бешикташ» (Стамбул, Туреччина) — «Динамо» (Київ) 1:0 (Абубакар 52)

- «Ворскла» Полтава (5-е місце в чемпіонаті України сезону 2022-23 рр.)
  - 2-й кваліфікаційний раунд Ліги конференцій УЄФА. Основний шлях
    - 27.07.2023 «Ворскла» (Полтава) — «Діла» (Горі, Грузія) 2:1 (Феліпі Родрігіс 73, Кане 90+3 — Ковталюк 57)[22]
    - 03.08.2023 «Діла» (Горі, Грузія) — «Ворскла» (Полтава) 3:1 (Парулава 45, Ковталюк 71, Гейл 86 — Степанюк 74)

## Сезон 2024/2025
- «Шахтар» Донецьк (чемпіон України сезону 2023-24 рр.)
  - Етап Ліги чемпіонів УЄФА
    - 18.09.2024 «Болонья» (Болонья, Італія) — «Шахтар» (Донецьк) 0:0 На 4-й хвилині Судаков («Шахтар») не реалізував пенальті.
    - 02.10.2024 «Шахтар» (Донецьк) — «Аталанта» (Бергамо, Італія) 0:3 (Гімшиті 21, Лукман 44, Белланова 48)[23]
    - 22.10.2024 «Арсенал» (Лондон, Англія) — «Шахтар» (Донецьк) 1:0 (Різник 29-авт.). На 77-й хвилині Троссард («Арсенал») не реалізував пенальті.
    - 06.11.2024 «Шахтар» (Донецьк) — «Янг Бойз» (Берн, Швейцарія) 2:1 (Зубков 31, Судаков 41 — Імері 27)[23]
    - 27.11.2024 ПСВ (Ейндговен, Нідерланди) — «Шахтар» (Донецьк) 3:2 (Тілльман 87, 90, Пепі 90+5 — Сікан 8, Зубков 37)
    - 10.12.2024 «Шахтар» (Донецьк) — «Баварія» (Мюнхен, Німеччина) 1:5 (Кевін 5 — Лаймер 11, Мюллер 45, Олізе 70-пен., 90+3, Мусіала 87)[23]
    - 22.01.2025 «Шахтар» (Донецьк) — «Брест 29» (Брест, Франція) 2:0 (Кевін 18, Судаков 37-пен.)[23]
    - 29.01.2025 «Боруссія» (Дортмунд, Німеччина) — «Шахтар» (Донецьк) 3:1 (Гірассі 17, 44, Бенсебаїні 79 — Марлон Гомес 50)

- «Динамо» Київ (2-е місце у чемпіонаті України сезону 2023-24 рр.)
  - 2-й кваліфікаційний раунд Ліги чемпіонів УЄФА. Нечемпіонський шлях
    - 23.07.2024 «Динамо» (Київ) — «Партизан» (Белград, Сербія) 6:2 (Шапаренко 40, Бражко 43, Караваєв 45+1, Кабаєв 55, Попов 83, Піхальонок 90+2 — Матеус Салданья 22-пен., 66)[15]
    - 31.07.2024 «Партизан» (Белград, Сербія) — «Динамо» (Київ) 0:3 (Ярмоленко 16, Ванат 68-пен., Караваєв 90+3)

  - 3-й кваліфікаційний раунд Ліги чемпіонів УЄФА. Нечемпіонський шлях
    - 06.08.2024 «Динамо» (Київ) — «Рейнджерс» (Глазго, Шотландія) 1:1 (Ярмоленко 37 — Дессерс 90+4)[15]
    - 13.08.2024 «Рейнджерс» (Глазго, Шотландія) — «Динамо» (Київ) 0:2 (Піхальонок 82, Волошин 83)

  - Плей-оф раунд Ліги чемпіонів УЄФА. Нечемпіонський шлях
    - 21.08.2024 «Динамо» (Київ) — «Ред Булл Зальцбург» (Вальс-Зіценгайм, Австрія) 0:2 (Доржелес 29, К'єргор 50-пен.)[15]
    - 27.08.2024 «Ред Булл Зальцбург» (Вальс-Зіценгайм, Австрія) — «Динамо» (Київ) 1:1 (Дагім 12 — Ванат 29)

  - Етап Ліги Європи УЄФА
    - 25.09.2024 «Динамо» (Київ) — «Лаціо» (Рим, Італія) 0:3 (Діа 5, 35, Деле-Баширу 34)[17]
    - 03.10.2024 «Гоффенгайм 1899» (Зінсгайм, Німеччина) — «Динамо» (Київ) 2:0 (Гложек 22, 59)
    - 24.10.2024 «Рома» (Рим, Італія) — «Динамо» (Київ) 1:0 (Довбик 23-пен.)
    - 07.11.2024 «Динамо» (Київ) — «Ференцварош» (Будапешт, Угорщина) 0:4 (Варга 54, 67, Сакаріассен 56, Матеус Салданья 76)[17]
    - 28.11.2024 «Динамо» (Київ) — «Вікторія» (Пльзень, Чехія) 1:2 (Кабаєв 90+5 — Видра 55, Шульц 90)[17]
    - 12.12.2024 «Реал Сосьєдад» (Доностія/Сан-Себастьян, Іспанія) — «Динамо» (Київ) 3:0 (Оярсабаль 19, 33, Беккер 24). На 19-й хвилині Оярсабаль («Реал Сосьєдад») не реалізував пенальті.
    - 21.01.2025 «Галатасарай» (Стамбул, Туреччина) — «Динамо» (Київ) 3:3 (Санчес 6, Бардакджи 21, Осімген 53-пен. — Ванат 44, Ярмоленко 68, 81)
    - 30.01.2025 «Динамо» (Київ) — РФШ (Рига, Латвія) 1:0 (Піхальонок 76)[17]

- «Кривбас» Кривий Ріг (3-є місце в чемпіонаті України сезону 2023-24 рр.)
  - 3-й кваліфікаційний раунд Ліги Європи УЄФА. Основний шлях
    - 08.08.2024 «Кривбас» (Кривий Ріг) — «Вікторія» (Пльзень, Чехія) 1:2 (Аду 20 — Панош 48, Вашулін 69)[13]
    - 15.08.2024 «Вікторія» (Пльзень, Чехія) — «Кривбас» (Кривий Ріг) 1:0 (Вашулін 52)

  - Плей-оф раунд Ліги конференцій УЄФА. Основний шлях
    - 22.08.2024 «Кривбас» (Кривий Ріг) — «Реал Бетіс» (Севілья, Іспанія) 0:2 (Авіла 13, Родрі Санчес 62)[13]
    - 29.08.2024 «Реал Бетіс» (Севілья, Іспанія) — «Кривбас» (Кривий Ріг) 3:0 (Руїбаль 40, Еззальзулі 41, 43)

- «Дніпро-1» Дніпро (4-е місце в чемпіонаті України сезону 2023-24 рр.)
  - 2-й кваліфікаційний раунд Ліги конференцій УЄФА. Основний шлях
    - 25.07.2024 «Дніпро-1» (Дніпро) — «Пушкаш Академія» (Фельчут, Угорщина) 0:3 [24]
    - 01.08.2024 «Пушкаш Академія» (Фельчут, Угорщина) — «Дніпро-1» (Дніпро) 3:0 [24]

- «Полісся» Житомир (5-е місце в чемпіонаті України сезону 2023-24 рр.)
  - 2-й кваліфікаційний раунд Ліги конференцій УЄФА. Основний шлях
    - 25.07.2024 «Олімпія» (Любляна, Словенія) — «Полісся» (Житомир) 2:0 (Флоруц 56, Діогу Пінту 90+2)
    - 01.08.2024 «Полісся» (Житомир) — «Олімпія» (Любляна, Словенія) 1:2 (Кушніренко 1 — Флоруц 11, Дурдов 90+3)[25]

## Сезон 2025/2026
- «Динамо» Київ (чемпіон України сезону 2024-25 рр.)
  - 2-й кваліфікаційний раунд Ліги чемпіонів УЄФА. Чемпіонський шлях
    - 22.07.2025 «Хамрун Спартанс» (Хамрун, Мальта) — «Динамо» (Київ) 0:3 (Ванат 13, Буяльський 76, Волошин 90+2)[26]
    - 29.07.2025 «Динамо» (Київ) — «Хамрун Спартанс» (Хамрун, Мальта) 3:0 (Ванат 28, Бражко 35, Михавко 82)[15]

  - 3-й кваліфікаційний раунд Ліги чемпіонів УЄФА. Чемпіонський шлях
    - 05.08.2025 «Динамо» (Київ) — «Пафос» (Пафос, Кіпр) 0:1 (Андерсон Сілва 84)[15]
    - 12.08.2025 «Пафос» (Пафос, Кіпр) — «Динамо» (Київ) 2:0 (Оршич 2, Жуан Коррея 55)[27]

  - Плей-оф раунд Ліги Європи УЄФА
    - 21.08.2025 «Маккабі» (Тель-Авів–Яффа, Ізраїль) — «Динамо» (Київ)
    - 28.08.2025 «Динамо» (Київ) — «Маккабі» (Тель-Авів–Яффа, Ізраїль)

- «Шахтар» Донецьк (володар Кубка України сезону 2024-25 рр.)
  - 1-й кваліфікаційний раунд Ліги Європи УЄФА
    - 10.07.2025 «Шахтар» (Донецьк) — «Ільвес» (Тампере, Фінляндія) 6:0 (Аліссон Сантана 26, 47, Кауан Еліас 43, Кевін 74, Педрінью 87, Невертон 89)[28]
    - 17.07.2025 «Ільвес» (Тампере, Фінляндія) — «Шахтар» (Донецьк) 0:0

  - 2-й кваліфікаційний раунд Ліги Європи УЄФА
    - 24.07.2025 «Бешикташ» (Стамбул, Туреччина) — «Шахтар» (Донецьк) 2:4 (Ейбрагам 40-пен., Жуан Маріу 87 — Аліссон Сантана 7, Егіналду 28, Кевін 67, 90+6)
    - 31.07.2025 «Шахтар» (Донецьк) — «Бешикташ» (Стамбул, Туреччина) 2:0 (Кевін 12, Кауан Еліас 45+1)[12]

  - 3-й кваліфікаційний раунд Ліги Європи УЄФА. Основний шлях
    - 07.08.2025 «Панатінаїкос» (Амарусіон, Греція) — «Шахтар» (Донецьк) 0:0
    - 14.08.2025 «Шахтар» (Донецьк) — «Панатінаїкос» (Амарусіон, Греція) 0:0 Серія пенальті — 3:4[29][12]

  - Плей-оф раунд Ліги конференцій УЄФА. Основний шлях
    - 21.08.2025 «Шахтар» (Донецьк) — «Серветт» (Лансі, Швейцарія)
    - 28.08.2025 «Серветт» (Лансі, Швейцарія) — «Шахтар» (Донецьк)

- «Олександрія» Олександрія (2-е місце у чемпіонаті України сезону 2024-25 рр.)
  - 2-й кваліфікаційний раунд Ліги конференцій УЄФА. Основний шлях
    - 24.07.2025 «Олександрія» (Олександрія) — «Партизан» (Белград, Сербія) 0:2 (Костич 14, Угрешич 56)[30]
    - 31.07.2025 «Партизан» (Белград, Сербія) — «Олександрія» (Олександрія) 4:0 (Милошевич 13, 23, 45, Вукотич 63)

- «Полісся» Житомир (4-е місце в чемпіонаті України сезону 2024-25 рр.)
  - 2-й кваліфікаційний раунд Ліги конференцій УЄФА. Основний шлях
    - 24.07.2025 «Полісся» (Житомир) — «Санта-Колома» (Андорра-ла-Велья, Андорра) 1:2 (Гуцуляк 21 — Ремолінс 27, Креспо 44)[31]
    - 31.07.2025 «Санта-Колома» (Андорра-ла-Велья, Андорра) — «Полісся» (Житомир) 1:4 (Крушинський 49-авт. — Михайличенко 4, Філіппов 48, Андрієвський 60, Гайдучик 77)[32]

  - 3-й кваліфікаційний раунд Ліги конференцій УЄФА. Основний шлях
    - 07.08.2025 «Полісся» (Житомир) — «Пакш» (Пакш, Угорщина) 3:0 (Андрієвський 41, Бескоровайний 45+1, Лєднєв 59)[31]
    - 14.08.2025 «Пакш» (Пакш, Угорщина) — «Полісся» (Житомир) 2:1 (Сабо 39, Тот 49 — Таллес Коста 90+6)

  - Плей-оф раунд Ліги конференцій УЄФА. Основний шлях
    - 21.08.2025 «Полісся» (Житомир) — «Фіорентіна» (Флоренція, Італія)
    - 28.08.2025 «Фіорентіна» (Флоренція, Італія) — «Полісся» (Житомир)